# ゲルツェ県
ゲルツェ県（ゲルツェけん）は中華人民共和国チベット自治区ガリ地区に位置する県。

## 行政区画
1鎮、6郷を管轄：
- 鎮：ゲルツェ鎮（改則鎮）
- 郷：物瑪郷、先遣郷、麻米郷、洞措郷、古姆郷、察布郷